# 波拉西奥内斯
波拉西奥内斯，是西班牙坎塔布里亚的一个市镇。总面积90平方公里，总人口263人（2001年），人口密度3人/平方公里。